# Právní dějiny katolické církve
Právní dějiny katolické církve jsou dějinami nejstaršího nepřetržitě fungujícího právního systému na Západě, mnohem pozdějšího než římské právo, ale předcházejícího vývoji moderních evropských občanskoprávních tradic. Dějiny latinského kanonického práva lze rozdělit do čtyř období: jus antiquum, jus novum, jus novissimum a Kodex kanonického práva. Ve vztahu ke Kodexu lze dějiny rozdělit na jus vetus (veškeré právo před Kodexem) a jus novum (právo Kodexu neboli jus codicis). Východní kanonické právo se vyvíjelo samostatně.

## Latinské kanonické právo

### Jus antiquum
Hlavní články: Jus antiquum a Sbírky starověkých kánonů
Nejstaršími sbírkami kanonického zákonodárství jsou některé velmi rané apoštolské dokumenty, známé jako církevní předpisy: například Didaché ton dodeka apostolon neboli „Učení dvanácti apoštolů“, které pochází z konce 1. nebo počátku 2. století; Apoštolský církevní předpis (lat. Constitutio Ecclesiastica Apostolorum); Didascalia neboli „Učení apoštolů“; Apoštolské kánony (Canones apostolorum) a Apoštolské konstituce (Constitutiones Apostolorum). Tyto sbírky nikdy neměly žádnou oficiální hodnotu, o nic větší než jiné sbírky z tohoto prvního období. Apoštolské kánony a jejich prostřednictvím Apoštolské konstituce však měly po určitou dobu vliv na to, že pozdější sbírky čerpaly z těchto nejstarších pramenů církevního práva.
Po vyhlášení tolerančního ediktu Konstantina I. v Miláně (313) vznikly na Východě první systematické sbírky. Chronologické sbírky kánonů koncilů 4. a 5. století (314–451) takto označit nemůžeme; nejstarší systematická sbírka, kterou vytvořil neznámý autor v roce 535, se nedochovala. Nejvýznamnějšími sbírkami této epochy jsou Synagoge kanonon neboli sbírka Jana Scholastika (Joannes Scholasticus), sestavená v Antiochii kolem roku 550, a Nomokánony neboli sbírky občanských zákonů týkajících se náboženských záležitostí (nomos) a církevních zákonů (kanon). Jedna taková smíšená sbírka je datována do 6. století a byla mylně připisována Janu Scholastikovi; jinou ze 7. století přepracoval a značně rozšířil schizmatický ekumenický patriarcha Fotius (883).
V západní církvi měla jedna sbírka kánonů, Collectio Dionysiana, vliv daleko přesahující hranice země, v níž vznikla. Tato sbírka byla dílem Dionysia Exigua, který sestavil několik sbírek, jež se dnes označují jako Dionysiana. Zdá se, že Dionysius většinu své práce vykonal krátce po roce 600. Jeho sbírky obsahují jeho vlastní latinský překlad kánonů starověkých koncilů ze třetího, čtvrtého a pátého století, výňatky z (pravděpodobně) zkompletované sbírky afrických kánonů (kterou Dionysius nazývá Registrum ecclesiae Carthaginensis, asi 1. stol., srov. Církev v Kartágu) a sbírku (38) papežských listů (Epistolæ decretales) z období od pontifikátu papeže Siricia (384–398) do pontifikátu Anastasia II. (zemřel roku 498). Vliv této italské sbírky v průběhu sedmého a osmého století nesmírně vzrostl, zejména v Anglii a Francii. Byla neustále rozšiřována a upravována, nejznámější úpravou je verze, kterou údajně poslal papež Hadrián I. Karlu Velikému v roce 774, a proto je dnes známá jako Collectio Dionysio-Hadriana.
Kromě Dionysiany vznikly v Itálii v 5. století také dva latinské překlady řeckých synod, známé jako Corpus canonum Africano-Romanum a Collectio prisca, které jsou dnes ztraceny, ačkoli se jejich velké části dochovaly ve dvou velmi rozsáhlých italských sbírkách, známých jako Collectio canonum Quesnelliana a Collectio canonum Sanblasiana. V Itálii vznikla také populární sbírka padělků z 5. století, dnes známá jako Symmacheovy padělky. Afrika vlastnila sbírku z konce čtvrtého století známou jako Breviarium Hipponense a také sbírku z počátku pátého století známou jako Codex Apiarii causae; dále Breviatio canonum neboli sborník kánonů koncilů od Fulgencia Ferranda (zemřel kolem roku 546) a Concordia canonum Cresconia Africanuse, úpravu Dionysiany (kolem roku 690). V Galii vznikla řada významných sbírek, například sbírka dnes známá jako Concilium Arelatense secundum a na počátku 6. století Statuta Ecclesiæ antiqua, mylně připisovaná Africe. Z Galie/Francie pocházejí také sbírky známé dnes jako Collectio canonum quadripartita a Libri duo de synodalibus causis, které sestavil Regino z Prümu. V Galii/Francii vznikly také dvě nesmírně významné sbírky známé jako Collectio canonum vetus Gallica (sestavená v Lyonu kolem roku 600) a Collectio canonum Dacheriana (kolem roku 800), druhá jmenovaná podle jména svého editora Luca d'Achéry. Collectio canonum Hibernensis neboli irská sbírka kánonů, sestavená v 8. století, ovlivnila jak Anglii, tak Galii a (i když mnohem později) Itálii. Na rozdíl od téměř všech ostatních regionů Anglie nikdy nevytvořila „národní“ sbírku, ačkoli angličtí pracovníci sehráli důležitou roli při kopírování a šíření irských a italských sbírek v Německu a Francii. Kolem roku 700 vznikla v Anglii nebo v Německu sbírka kajícných kánonů (Paenitentiale Theodori) připisovaná Theodorovi z Tarsu, arcibiskupovi z Canterbury (zemřel 690). Tato sbírka znamenala významný pokrok ve vývoji kajícně-kanonických sbírek, které se již po staletí vyvíjely zejména v irské církvi. Sbírky, jako je ta připisovaná Teodorovi, byly známy jako penitenciály a byly často poměrně krátké a jednoduché, nejspíše proto, že byly zamýšleny jako příručky pro použití zpovědníky. Od sedmého do jedenáctého století kolovalo v Evropě mnoho takových knih, přičemž každý penitenciál obsahoval pravidla, která přesně uváděla, kolik pokání je třeba za které hříchy činit. Tyto penitenciály, převážně ostrovního původu, začaly různými způsoby ovlivňovat větší sbírky kanonického práva, které se vyvíjely na kontinentu.
Na Pyrenejském poloostrově (tj. ve Španělsku) vznikla Capitula Martini, kterou kolem roku 572 sestavil Martin, biskup z Bragy (v Portugalsku), a rozsáhlá a vlivná Collectio Hispana z roku 633, připisovaná v 9. století sv. Isidorovi ze Sevilly. V 9. století vzniklo několik apokryfních sbírek, a to sbírka Benedicta Levity, sbírka Pseudo-Isidora (též Isidorus Mercator, Peccator, Mercatus) a Capitula Angilramni. Rozbor sporů, které tyto tři sbírky vyvolávají, naleznete na jiném místě (viz Falešné dekretály). Pseudoizidorská sbírka, jejíž pravost byla dlouho uznávána, měla značný vliv na církevní disciplínu, aniž by ji však změnila v jejích základních principech. Z četných sbírek pozdějšího data můžeme zmínit Collectio Anselmo dedicata, sestavenou v Itálii na konci 9. století, Libellus de ecclesiasticis disciplinis Regina z Prumu (zemřel 915); Collectarium canonum Burcharda z Wormsu (zemřel 1025); sbírku mladšího sv. Anselma z Luccy, sestavená ke konci 11. století; Collectio trium partium, Decretum a Panormia Iva ze Chartres (zemřel 1115 nebo 1117); Liber de misericordia et justitia Algera z Liège, který zemřel roku 1132; Sbírka v 74 titulech – všechny sbírky, které Gratián využil při sestavování svého Decretum.

### Jus Novum
Období kanonických dějin známé jako Jus Novum („nové právo“) nebo střední období zahrnuje dobu od Gratiána do Tridentského koncilu (polovina 12. století – 16. století).
Různé koncilní kánony a papežské dekrety byly shromážděny do sbírek, neoficiálních i oficiálních. V roce 1000 neexistovala žádná kniha, která by se pokusila shrnout celý soubor kanonického práva, systematizovat jej vcelku nebo zčásti. Existovalo však mnoho sbírek dekretů koncilů a velkých biskupů. Tyto sbírky měly obvykle pouze regionální platnost a byly obvykle uspořádány chronologicky podle typu dokumentu (např. listy papežů, kánony koncilů atd.) nebo příležitostně podle obecného tématu. Před koncem 11. století bylo kanonické právo značně decentralizované a záviselo na mnoha různých kodifikacích a pramenech, ať už místních koncilů, ekumenických koncilů, místních biskupů nebo římských biskupů.
První skutečně systematickou sbírku sestavil kamaldulský mnich Gratián v 11. století, obecně známou jako Decretum Gratiani („Gratiánův dekret“), ale původně nazývanou Konkordance nesouhlasných kánonů (Concordantia Discordantium Canonum). V letech 1140 až 1234 se kanonické právo výrazně rozšířilo. Poté se jeho tempo zpomalilo, s výjimkou zákonů místních koncilů (oblast kanonického práva, která potřebuje vzdělání), a bylo doplněno světskými zákony. V roce 1234 papež Řehoř IX. vyhlásil první oficiální sbírku kánonů, nazvanou Decretalia Gregorii Noni nebo Liber Extra. Následovaly Liber Sextus (1298) Bonifáce VIII., Clementines (1317) Klementa V., Extravagantes Joannis XXII. a Extravagantes Communes, které měly stejnou strukturu jako Liber Extra. Všechny tyto sbírky spolu s Decretum Gratiani se společně označují jako Corpus Juris Canonici. Po dokončení Corpus Juris Canonici byly následné papežské právní předpisy vydávány v periodických svazcích zvaných Bullaria.
Johannes Gratian byl mnich, který vyučoval teologii v klášteře v Bologni. Vytvořil obsáhlou a srozumitelnou sbírku kanonického práva. Vyřešil rozpory a nesrovnalosti ve stávajícím právu. Ve 40. letech 11. století se jeho dílo stalo dominantním právním textem. Papežové Gratianovo Decretum ocenili a schválili. Decretum tvořilo jádro souboru kanonického práva, na němž byla vybudována větší právní struktura. Před Gratiánem neexistovala žádná „jurisprudence kanonického práva“ (systém právních výkladů a zásad). Gratián je zakladatelem kanonické jurisprudence, což mu zaslouží titul „otec kanonického práva“.
Kombinace logických, morálních a politických prvků přispěla k systematice, která byla zcela odlišná od pouhé doktrinální nebo dogmatické analýzy právních pravidel, jakkoli složité a důsledné. Kanonické právo jako systém bylo více než jen pravidla; byl to proces, dialektický proces přizpůsobování pravidel novým situacím. To bylo nevyhnutelné už jen kvůli omezením, která mu ukládala jeho jurisdikce, a následné konkurenci, jíž čelilo ze strany světských právních systémů, které s ním koexistovaly.
Ve třináctém století začala římská církev shromažďovat a organizovat své kanonické právo, které se po tisíciletí vývoje stalo složitým a obtížným systémem výkladu a vzájemných odkazů. Oficiálními sbírkami byly Liber Extra (1234) papeže Řehoře IX., Liber Sextus (1298) Bonifáce VIII. a Clementines (1317), připravené pro Klementa V., ale vydané Janem XXII. Ty byly adresovány univerzitám papežskými listy na začátku každé sbírky a tyto texty se staly učebnicemi pro začínající kanonisty. V roce 1582 byla pořízena sbírka Decretum, Extra, Sext, Clementines a Extravagantes (tj. dekretály papežů od papeže Jana XXII. po papeže Sixta IV.).

### Jus Novissimum
Po Tridentském koncilu se kolem roku 1580 uskutečnil pokus o vytvoření nové oficiální sbírky církevních zákonů, když Řehoř XIII. pověřil tímto úkolem tři kardinály. Práce pokračovala za pontifikátu Sixta V., byla dokončena za Klementa VIII. a byla vytištěna (Řím, 1598) jako: Sanctissimi Domini nostri Clementis papæ VIII Decretales, někdy též Septimus liber Decretalium. Tuto sbírku, kterou nikdy neschválil ani Klement VIII. ani Pavel V., vydal (Freiburg, 1870) Sentis. V roce 1557 se italský kanonista Paul Lancelottus neúspěšně pokusil získat od Pavla IV. pro čtyři knihy svých Institutiones juris canonici (Řím, 1563) autoritu rovnající se autoritě, které se kdysi v Římské říši těšily jeho vzory, Institutiones císaře Justiniána. Soukromá osoba, Pierre Mathieu z Lyonu, také napsal Liber Septimus Decretalium, vložené do dodatku k frankfurtskému vydání Corpus Juris Canonici (1590). Toto dílo bylo zařazeno na index.

### Jus Codicis

#### Pio-benediktinské právo
Hlavní článek: Kodex kanonického práva z roku 1917
Na prvním vatikánském koncilu několik biskupů požádalo o novou kodifikaci kanonického práva a po něm se několik kanonistů pokusilo sestavit pojednání v podobě úplného kodexu kanonického práva, např. de Luise (1873), Pillet (1890), Pezzani (1894), Deshayes (1894), Collomiati (1898-1901). Pius X. se k této práci odhodlal svým dekretem „Arduum sane munus“ (19. března 1904) a jmenoval komisi kardinálů, která měla sestavit nový „Corpus Juris Canonici“ podle vzoru kodexů občanského práva. Codex Iuris Canonici (CIC, Kodex kanonického práva) z roku 1917 byl prvním případem nového kodexu, který byl zcela systematicky přepsán a pro snadnější používání redukován do jediné knihy neboli „kodexu“. V platnost vstoupil 29. května 1918. Obsahoval 2 414 kánonů.

#### Johanno-Paulínské právo
Hlavní článek: Kodex kanonického práva z roku 1983
V roce 1959 oznámil papež Jan XXIII. spolu se svým záměrem svolat II. vatikánský koncil a synodu římské diecéze, že Kodex z roku 1917 bude kompletně revidován. V roce 1963 se komise jmenovaná k tomuto úkolu rozhodla projekt odložit až do ukončení koncilu. Po uzavření II. vatikánského koncilu v roce 1965 bylo zřejmé, že Kodex bude třeba revidovat ve světle dokumentů a teologie II. vatikánského koncilu. Po desetiletích diskusí a mnoha návrzích byl projekt po smrti Pavla VI. v roce 1978 téměř dokončen. Práce byla dokončena za pontifikátu papeže Jana Pavla II. Revize, Kodex kanonického práva z roku 1983, byla vyhlášena apoštolskou konstitucí Sacrae disciplinae leges 25. ledna 1983 a účinnosti nabyla 27. listopadu 1983. Subjektem Codex Iuris Canonici (CIC, Kodex kanonického práva) z roku 1983 je 1,2 miliardy katolíků na světě, které sám kodex nazývá latinskou církví. Má 7 knih a 1 752 kánonů.

## Východní kanonické právo
Hlavní článek: Východní katolické kanonické právo
Od kanonické tradice latinské církve se liší tradice východních katolických církví. Nejstarší východní sbírky kanonického práva se nazývaly nomokánony, což byly sbírky kanonického i civilního práva.
Na počátku dvacátého století, kdy se východní církve začaly vracet do plného společenství se Svatým stolcem, vytvořil papež Posvátnou kongregaci pro východní církve, aby chránila práva a tradice východních katolických církví.
Od počátku dvacátého století probíhala kodifikace východního katolického kanonického práva. Některé z těchto reforem východního kanonického práva vyhlásil papež Pius XII. Kodifikační úsilí vyvrcholilo v roce 1990 papežem Janem Pavlem II. promulgací Codex Canonum Ecclesiarum Orientalium (CCEO, Kodex kánonů východních církví), který zahrnuje určité rozdíly v hierarchických, správních a soudních fórech pro 23 partikulárních východních katolických církví sui juris, z nichž každá byla vyzvána k vydání kodexů partikulárního práva vlastních každé církvi, aby tak bylo kodifikováno celé kanonické právo katolické církve.

## Vliv katolické církve na občanské právo

### (1) Otroctví
Postavení otroků bylo ve starověku velmi žalostné. Podle římského práva a zvyklostí nebyl otrok považován za lidskou bytost, ale za movitou věc, nad níž měl pán absolutní kontrolu, a to až do okamžiku, kdy mu mohl způsobit smrt. Od dob císaře Antonia Pia (138–161) byl pán trestán, pokud svého otroka bezdůvodně zabil, nebo na něm dokonce uplatňoval nadměrnou krutost (Instit. Just., lib. I, tit. 8; Dig., lib. I, tit. 6, leges 1, 2). Císař Konstantin (306–337) označil za vraždu zabití otroka se zlým úmyslem a popsal některé způsoby barbarských trestů, jimiž, pokud následovala smrt, byla spáchána vina za vraždu (Cod. Just., lib. IV, tit. 14). Další úleva spočívala v usnadnění propuštění nebo osvobození otroků. Podle několika Konstantinových zákonů bylo možné upustit od běžných formalit, pokud se propuštění uskutečnilo v kostele, před lidem a posvátnými služebníky. Duchovní směli darovat svobodu svým otrokům ve své poslední vůli nebo dokonce pouhým slovem (Cod. Just., lib. I, tit. 13, leges 1, 2). Císař Justinián I. (527–565) přiznal osvobozeným osobám plnou hodnost a práva římských občanů a zrušil trest odsouzení k otroctví (Cod. Just., lib. VII, tit. 6; Nov. VII, cap. viii; Nov. LVIII, praef. capp. i, iu). Podobná ustanovení se nacházela i v barbarských zákonících. Podle burgundských a vizigótských zákonů se trestala vražda otroka; emancipace v kostele a před knězem byla povolena a podporována. V jednom bodě předstihli římské právo; v lombardském právu uznávali legálnost sňatku mezi otroky, a to na základě autority biblické věty: „Koho Bůh spojil, ať nikdo nerozlučuje“. Zabití otroka bylo přísně trestáno (Synoda v Elvíře, D. 300, Can. v; Synoda v Epaone, A.D. 517, Can. xxviv); uprchlý otrok, který se uchýlil do kostela, měl být navrácen svému pánovi pouze na základě jeho slibu, že mu odpustí trest (Synoda v Orleánsu, A.D. 511, Can. iii, c.). vi, X, lib. III, tit. 49); manželství mezi otroky bylo uznáno za platné (Synoda v Chalons, 813 n. l., kán. xxx; c. i, X, lib. IV, tit. 9); a dokonce i manželství mezi svobodnou osobou a otrokem bylo ratifikováno, pokud bylo uzavřeno s plným vědomím (Synoda v Compiegne, 757 n. l., kán. viii). Instituce otroctví byla důrazně obhajována na synodě v Granges (324), kde se uvádělo: „Jestliže někdo pod záminkou zbožnosti tlačí otroka, aby pohrdal svým pánem, opustil otroctví, nesloužil s dobrou vůlí a úctou, ať je exkomunikován“.

### (2) Otcovská pravomoc(Potestas Paterna)
Podle římského práva byla moc otce nad dětmi stejně absolutní jako moc pána nad otroky: vztahovala se na jejich svobodu a život. Drsnější rysy tohoto zvyku byly postupně odstraněny. Tak bylo podle zákonů různých císařů zabití dítěte buď otcem, nebo matkou prohlášeno za jeden z největších zločinů (Cod. Theod., lib. IX, tit. 14, 15; Cod. Just., lib. IX, tit. 17; Dig., lib. XLVIII, tit. 9, lex 1). Kruté zacházení s dětmi bylo zakázáno, např. jus liberos notice dandi, tj. právo odevzdat děti do moci někoho, kdo jim ublížil (Instit. Just., lib. IV, tit. 8); děti nesměly být prodány nebo odevzdány do moci jiných (Cod. Just., lib. IV, tit. 43, lex 1); děti, které byly prodány otcem z důvodu chudoby, měly být osvobozeny (Cod. Theod., lib. III, tit. 3, lex 1); konečně všechny děti vystavené rodiči a upadlé do otroctví se měly stát svobodnými bez výjimky (Cod. Just., lib. VIII, tit. 52, lex 3). Syn rodiny byl oprávněn v poslední vůli disponovat majetkem získaným buď ve vojenské službě (peculium castrense), nebo při výkonu úřadu (peculium quasi castrense), nebo jakýmkoli jiným způsobem (Instit. Just., Jib. II, tit. 11; c. iv, VI, lib. III, tit. 12). Děti nemohly být vyděděny na pouhé přání otce, ale pouze z určitých specifikovaných důvodů založených na nevděku (Nov. CXV. cc. iii sqq.).

### (3) Manželství
Ve starověkém římském právu byla manželka stejně jako ostatní členové rodiny majetkem manžela, který s ní mohl nakládat podle své vůle. Křesťanství ženu z tohoto ponižujícího stavu vysvobodilo tím, že jí přiznalo stejná práva a učinilo ji manželovou společnicí. Tato rovnost byla částečně uznána císařskými zákony, které ženám přiznávaly právo ovládat svůj majetek a matkám právo poručnictví (Cod. Theod., lib. II, tit. 17, lex 1; lib. III, tit. 17, lex 4). Bezbřehá svoboda rozvodu, která platila od dob Augustových, byla omezena na určitý počet případů. Zákonodárství císařů Konstantina a Justiniána v této věci sice nedosahovalo úrovně křesťanství, ale blížilo se jí a ukládalo spásnou kontrolu svobodné touze manžela nebo manželky po rozluce (Cod. Theod., lib. III, tit. 16, lex 1; Cod. Just., lib. V, tit. 17, leg. 8, 10, 11). Žena byla u barbarských národů ve velké úctě a u některých, jako například u Vizigótů, byl rozvod zakázán s výjimkou cizoložství.

### (4) Závěti a testamenty
Kanonické právo zavedlo do předpisů civilního práva týkajících se závětí různé úpravy; mezi nimi i takovou, která prosazovala zvláštní spravedlnost ve prospěch nepominutelných dědiců, jako jsou děti. Podle římského práva měl ten, kdo se stal dědicem nebo odkazovníkem s podmínkou fideicommissum (tj. že po své smrti předá své dědictví nebo odkaz jinému), právo odečíst od dědictví nebo odkazu čtvrtý díl, který nebyl předán; tento čtvrtý díl byl znám jako třebas čtvrtina. Nárok na určitou část dědictví měli opět nepominutelní dědicové, například děti. Pokud se stalo, že podíl nepominutelného dědice byl zatížen fideikomisem, pak byl nepominutelný dědic oprávněn odečíst pouze část, která mu připadla jako nepominutelnému dědici, nikoliv však trebeliánskou čtvrtinu (Cod. Just., lib. VI, tit. 49, lex 6). Kanonické právo toto ustanovení modifikovalo tím, že nařídilo, že nepominutelný dědic má v takovém případě nárok nejprve na odečtení svého přirozeného podílu a poté i na odečtení trebeliánské čtvrtiny od zbytku dědictví (cc. 16, 18, X, lib. III, tit. 26).

### (5) Vlastnická práva
Podle ustanovení římského práva mohl člověk, který byl násilně vyhoštěn ze svého majetku, uplatnit proces známý jako interdictum unde vi proti tomu, kdo ho přímo nebo nepřímo vyhnal, tj. proti tomu, kdo se vyhoštění dopustil nebo kdo mu radil. Proti dědicům toho, kdo ho vyhnal, však mohl podat žalobu pouze v rozsahu, v jakém se obohatili zpronevěrou, a žádnou proti třetímu vlastníkovi, který mezitím získal do držby jeho dřívější majetek (Dig., lib., VLVIII, tit. 16, lex 1. tit. 17, lex 3). Kanonické právo toto nespravedlivé opatření modifikovalo nařízením, že ten, kdo byl zbaven svého majetku, může nejprve trvat na tom, aby mu byl majetek navrácen; pokud se věc dostane před soud, může se dovolávat exceptio spolii neboli skutečnosti, že došlo ke spolii; a konečně je mu dovoleno obrátit se na soud proti třetímu vlastníkovi, který majetek získal s vědomím jeho nespravedlivého původu (c. 18, X, lib. II, tit. 13; c. 1, VI, lib. II, tit. 5).

### (6) Smlouvy
Římské právo rozlišovalo mezi smlouvami (pacta nuda) a kontrakty. První z nich nemohly být vymáhány zákonem nebo občanskoprávní žalobou, zatímco druhé, oděné do zvláštních soudních obřadů, byly závazné před zákonem a civilními soudy. Proti tomuto rozlišení kanonické právo zdůrazňuje, že závazek vzniká jakoukoli smlouvou, ať už byla uzavřena v jakékoli formě nebo jakýmkoli způsobem (c. 1, 3, X, lib. I, tit. 35).

### (7) Předpisy
Římské právo připouštělo promlčení ve prospěch toho, kdo byl v dobré víře pouze na počátku své držby, a zcela abstrahovalo od dobré či zlé víry jedné ze stran občanskoprávního jednání, pokud bylo ukončeno promlčením. Kanonické právo vyžadovalo dobrou víru u toho, kdo předepisoval po celou dobu své držby; a odmítalo uznat promlčení v případě civilní žaloby proti držiteli ve zlé víře (cc. 5, 20, X, lib. II, tit. 26: cc. 2, VI, lib. V, tit. 12, De Reg. Jur.). 

### (8) Soudní řízení
Duch křesťanství se projevil v zacházení se zločinci a vězni. Vězni tak nesměli být před soudem vystaveni nelidskému zacházení (Cod. Theod., lib. IX, tit. 3, lex 1); již odsouzení zločinci nesměli být cejchováni na čele (Cod. Theod., lib. IX, tit. 40, lex 2); biskupové dostali právo přimlouvat se za vězně zadržené pro lehčí přestupky a dosáhnout jejich propuštění na svobodu o velikonočních svátcích; byli rovněž oprávněni navštěvovat věznice ve středu nebo v pátek, aby dohlédli, že soudci vězňům nepřidělávají další útrapy (Cod. Theod., lib. IX, tit. 38, leges 3,4,6–8; Cod. Just., lib. I, tit. 4, leges 3,9,22,23). K tomu všemu lze přidat uznání práva azylu v kostelích, které bránilo ukvapenému a pomstychtivému výkonu spravedlnosti (Cod. Theod., lib. IX, tit. 15, lex 4). Velkým zlem u germánských národů bylo soudní řízení prostřednictvím ortelů neboli Božích soudů. Církev je po určitou dobu nedokázala potlačit, ale alespoň se je snažila kontrolovat, svěřila je pod vedení kněží a dala jim křesťanskou podobu tím, že pro takové příležitosti předepsala zvláštní požehnání a obřady. Papežové se však vždy stavěli proti ortelům jako proti něčemu, co znamená pokušení Boha; dekrety v tomto smyslu vydali Mikuláš I. (858–867), Štěpán V. (885–891), Alexandr II. (1061–1073), Celestýn III. (1191–1198), Inocenc III. (1198–1216) a Honorius III. (1216–1227) (srv. 22, 20, 7, C. II, q. 5; cc. 1, 3, X, lib. V, tit. 35; c. 9, X, lib. III, tit. 50). Další zlo spočívalo ve svárech nebo krvavých konfliktech mezi soukromými osobami z pomsty za ublížení nebo vraždy. Církev je nemohla úplně zastavit vzhledem k podmínkám anarchie a barbarství, které ve středověku mezi národy panovaly, ale podařilo se jí je alespoň omezit na určitá období roku a určité dny v týdnu tím, co je známo jako treuga Dei neboli „Boží příměří“. Touto institucí byly zakázány soukromé sváry od adventu do oktávu Zjevení Páně, od neděle Septuagesima do oktávu Letnic a od západu slunce ve středu do východu slunce v pondělí. Zákony v tomto smyslu byly přijaty již v polovině jedenáctého století téměř ve všech zemích západní Evropy – ve Francii, Německu, Itálii, Španělsku a v Anglii. Kanonické právo trvalo na určitých zásadách spravedlnosti: tak uznávalo, že civilní žaloba se může někdy protáhnout i na tři roky, což je v rozporu s běžným pravidlem (c. 20, X, lib. II, tit. 1); související otázky, jako jsou spory o vlastnictví a vlastnické právo, měly být předkládány témuž soudu (c. 1, X, lib. II, tit. 12; c. 1, X, lib. II, tit. 12); c. 1, X, lib. 17); podezřelý soudce nesměl být odmítnut, pokud nebyly projeveny a prokázány důvody (c. 61, X, lib. II, tit. 28); ze dvou protichůdných rozsudků vynesených různými soudci měl mít přednost ten, který byl ve prospěch obviněného (c. 26, X, lib. II, tit. 27); úmysl odvolat se mohl být projeven mimo soud v přítomnosti dobrých lidí, pokud někdo pociťoval strach ze soudce (c. 73, X, lib. II, tit. 28).

### (9) Legislativa, státní správa a soudnictví
Církev měla velký vliv na civilní právo, protože její duchovní, především biskupové a opati, se významně podíleli na tvorbě leges barbarorum. Prakticky všechny zákony barbarských národů byly sepsány pod křesťanským vlivem a negramotní barbaři ochotně přijali pomoc gramotného duchovenstva, aby převedli do písemné podoby instituty svých předků. Spolupráce duchovenstva není ve všech zákonících tohoto druhu výslovně zmíněna: v některých se hovoří pouze o učených v právu, případně opět o proceres neboli šlechticích; církevní hodnostáři však byli zpravidla jedinými vzdělanci a vyšší duchovenstvo, biskupové a opati, patřilo do třídy šlechticů. Církevní hodnostáři – kněží nebo biskupové – se jistě podíleli na sestavování Lex Romana Visigothorum nebo Breviarium Alarici, Lex Visigothorum ve Španělsku, Lex Alamannorum, Lex Bajuwariorurn, anglosaských zákonů a kapitulářů franských králů. Biskupové a opati měli ve středověku také velký podíl na správě států. Měli vedoucí úlohu na velkých sněmech společných pro většinu germánských národů; měli hlas při volbě králů; prováděli korunovaci králů; žili hodně u dvora a byli hlavními rádci králů. Úřad kancléře byl v Anglii a ve středověké německé říši nejvyšším ve státě (kancléř byl totiž předsedou vlády krále nebo císaře a odpovídal za všechny jeho veřejné akty, byl to kancléř, kdo rušil nespravedlivá nařízení krále nebo císaře a napravoval vše, co bylo špatné); a tento úřad byl obvykle svěřen církevnímu hodnostáři, v Německu zpravidla významnému biskupovi. Biskupové měli také velký podíl na výkonu spravedlnosti. Stejně jako na Východě, tak i na Západě měli všeobecný dohled nad soudními dvory. Vždy měli místo v nejvyšším tribunálu, k nim se mohli poškození odvolat v případě, že se jim nedostalo spravedlnosti, a měli pravomoc trestat podřízené soudce za bezpráví v nepřítomnosti krále. Ve Španělsku měli zvláštní úkol neustále dohlížet na výkon spravedlnosti a byli povoláváni při všech významných příležitostech, aby soudce poučili o tom, jak mají jednat zbožně a spravedlivě. Navíc často působili přímo jako soudci ve světských záležitostech. Podle zákona císaře Konstantina (321) se strany sporu mohly po vzájemné dohodě odvolat k biskupovi v kterékoli fázi svého soudního sporu a podle dalšího nařízení (331) tak mohla kterákoli ze stran učinit i bez souhlasu druhé strany. Tato druhá část však byla pozdějšími právními předpisy opět zrušena.
Ve středověku působili biskupové také jako soudci, a to jak v občanských, tak v trestních věcech. V občanskoprávních věcech církev do své jurisdikce zahrnovala všechny věci smíšené povahy, causae spirituali annexae, které byly zčásti světské a zčásti církevní. Trestní věci byly předkládány biskupa soudu, který se konal obvykle v souvislosti s biskupskou vizitací v celé diecézi. Metody, které církevní nebo biskupské soudy používaly v soudním procesu, byly takové, že sloužily jako vzor pro světské soudy. Zpočátku bylo řízení velmi jednoduché; biskup rozhodoval o předloženém případu s radou sboru presbyterů, ale bez jakýchkoli určitých formalit. Po dvanáctém století církev vypracovala vlastní metodu řízení, a to s takovou srovnatelnou dokonalostí, že ji do značné míry napodobily i moderní soudy. V tomto ohledu převládalo několik zásad: Za prvé, všechny podstatné části soudního řízení měly být zaznamenány písemně – například podání žaloby, předvolání obžalovaného, důkazy, výpovědi svědků, obhajoba a rozsudek; za druhé, obě strany měly právo na plnou možnost předložit veškeré materiály týkající se obvinění nebo obhajoby; za třetí, strany sporu měly právo podat odvolání k vyššímu soudu po uplynutí běžné lhůty pro soudní řízení (která činila dva roky), přičemž strana nespokojená s rozhodnutím mohla podat odvolání do deseti dnů od vynesení rozsudku.

### (10) Písmo svaté v zákonodárství
Posledním příkladem vlivu křesťanství na zákonodárství je odvolávání se na knihy Písma svatého na podporu občanských zákonů. V římském právu se na Písmo téměř neodkazuje. A to není překvapivé, protože duch římského zákonodárství byl i za křesťanských císařů pohanský a císař – princip voluntas – byl chápán jako nejvyšší a konečný zdroj zákonodárství. Naopak zákoníky barbarských národů jsou plné citací z Písma. V prologu k několika z nich se odkazuje na levitský příděl, který dal Mojžíš židovskému lidu. Výše byla učiněna zmínka o lombardském zákoně, který uznává legálnost sňatků mezi otroky na základě textu Písma: „koho Bůh spojil, toho ať nikdo nerozlučuje“ – viz. Mt 19, 6 (Kral, ČEP) a Mk 10, 9 (Kral, ČEP). Mnoho dalších příkladů lze nalézt např. v Leges Visigothorum a v Kapitulářích franských králů, kde se pro argumentaci či ilustraci využívá téměř každá kniha Starého i Nového zákona.

## Časová osa

### Jus antiquum
- Od apoštolského období používala církev různé sbírky zákonů, ale k vytvoření jednotné sbírky, která by se používala u všech soudů, došlo až ve středověku
- 1059 – Mikuláš II. rozhodl, že kardinálové mají právo volit papeže[20]

### Jus novum
- Knihy Corpus Juris Canonici byly odvozeny z Gratiánova díla Decretum Gratiani a byly začleněny do papežských dekretů sepsaných v letech 1200 až 1500
- 1210 – Inocenc III. promulgoval Compilatio tertia (sestavil Petrus Beneventanus)[21]
- 1225 – Honorius III. promulgoval Compilatio quinta (sestavil Tancredus z Boloně[21])
- 1234 – Řehoř IX. promulgoval Dekretály (sestavil sv. Rajmund z Peñafortu)[21]
- 1298 – Bonifác VIII. vydal 3. března 1298 podobný zákoník nazvaný Liber Sextus (kodifikovaný komisí právních učenců)[21]
- 1317 – Jan XXII. k němu 25. října 1317 připojil poslední oficiální sbírku kanonického práva, Liber Septimus Decretalium, známější pod názvem Constitutiones Clementis V. nebo prostě Clementinæ[21]
- 1319 – Jan XXII. promulgoval své Extravagantes v srpnu 1319[21]

### Jus novissimum
- 1566 – Pius V. zahájil projekt sjednocení sbírky zákonů. Chtěl zajistit používání autentických a spolehlivých verzí libri legales, aby výkon spravedlnosti nebyl závislý na verzi Gratiana, kterou používá konkrétní kanonický soud. Sestavil výbor významných znalců kanonického práva, kteří se stali známými jako Correctores Romani. Correctores vedl Antonio Agustín ze Španělska. Papež Pius V. se dokončení tohoto projektu nedožil.
- 1582 – Řehoř XIII. nařídil znovuzveřejnění celého Corpus Iuris Canonici, jak byl v té době sestaven[22] (platil do roku 1917).

### Jus codicis
- 1904 – Pius X. jmenoval komisi, která měla sestavit kodex kanonického práva pro latinskou církev
- 1917 – Benedikt XV. promulgoval kompletní kodex, Kodex kanonického práva z roku 1917 (lat. Codex Iuris Canonici)[23]
- 1918 – Kodex z roku 1917 vstoupil v právní platnost[23]
- 25. ledna 1959[24] – Jan XXIII. oznámil, že Kodex z roku 1917 bude zcela přepracován[16][17]
- 28. března 1963 – zřízena „Papežská komise pro revizi Kodexu kanonického práva“[24]
- 12. listopadu 1963 – bylo rozhodnuto odložit práci na revizi Kodexu z roku 1917 až do konce II. vatikánského koncilu[24]
- 20. listopadu 1965 – Pavel VI. zahájil práci Papežské komise pro revizi Kodexu kanonického práva[24]
- 1983 – Jan Pavel II. promulgoval Kodex kanonického práva z roku 1983,[25] který zrušil Kodex z roku 1917[26]
- 1990 – Jan Pavel II. promulgoval Kodex kánonů východních církví (lat. Codex Canonum Ecclesiarum Orientalium)
- 1998 – Jan Pavel II. promulgoval motu proprio Ad Tuendam Fidem, kterým mění některé kánony CIC 1983 a CCEO 1990[27]
- 2009 – Benedikt XVI. promulgoval motu proprio Omnium in Mentem, kterým mění některé kánony CIC z roku 1983 a CCEO z roku 1990[28]
- 2015 – papež František reformoval manželské procesy zabývající se prohlašováním neplatnosti manželství, promulgoval motu proprio Mitis iudex Dominus Iesus, kterým se mění Kodex kanonického práva z roku 1983, a motu proprio Mitis et misericors Iesus, kterým se mění Kodex kánonů východních církví[29]
- 15. září 2016 – papež František vydal motu proprio De Concordia inter codices a mění některé kánony Kodexu kanonického práva z roku 1983, aby je uvedl do souladu s disciplínou Kodexu kánonů východních církví
- 3. září 2017 – papež František vydal motu proprio Magnum principium, kterým mění jeden kánon (838) a uděluje biskupským konferencím pravomoc nad liturgickými překlady[30]
- 2019 – papež František změnil kanonické právo tak, aby představení místního řeholního řádu mohli propustit členy svého „řeholního domu“, kteří byli 12 měsíců nepřítomni a byli mimo kontakt[31][32][33][34]
- 19. března 2019 – papež František vydal motu proprio Communis vita,[35] kterým zavedl ipso facto propuštění řeholníků, kteří jsou celý rok neoprávněně nepřítomni ve svém řeholním domě, a nahradil kánony 694 a 795 v plném rozsahu, s vacatio legis k 10. dubnu 2019